# Potkula
Potkula är en ort i Montenegro. Den ligger i den centrala delen av landet, 17 km nordväst om huvudstaden Podgorica. Potkula ligger 67 meter över havet och antalet invånare är 233.
Terrängen runt Potkula är varierad. Runt Potkula är det ganska glesbefolkat, med 48 invånare per kvadratkilometer. Närmaste större samhälle är Podgorica, 17,4 km sydost om Potkula. Omgivningarna runt Potkula är en mosaik av jordbruksmark och naturlig växtlighet.